# VIe concile de Tolède

Le sixième concile de Tolède s'est tenu à Tolède, dans le royaume Wisigothique, actuelle Espagne, en 638.

## Participants
Cinquante-trois évêques étaient présents. Alors qu'il n'étaient pas conviés au précédent concile deux ans plus tôt, les évêques de la Septimanie étaient présents faisant de ce concile, une réunion de l'Église wisigothique entière (péninsule Ibérique et sud de la Gaule).

## Déroulement
Ce concile est, comme le Ve concile de Tolède, convoqué par le roi Chinthila afin de réaffirmer son autorité. Il débute le 9 juin 638. En qualité de plus ancien métropolitain, l'évêque de Narbonne, Selva préside le concile.

## Canons
Le principal but du concile est de réaffirmer les décrets établis lors du Ve concile de Tolède de 636 et de rétablir la paix à l'intérieur du royaume.
Quatre des dix-neuf canons sont spécifiquement politiques, le reste concerne les Juifs, les moines, les pénitents, les affranchis, les ordres, les bénéfices et les biens ecclésiastiques.
Le concile a réaffirmé les décrets pris lors du précédent concile concernant le roi et sa famille. Il excommunie tous ceux qui ont fui à l'étranger et qui ont comploté contre le roi ou qui l'ont menacé. L'anathème est prononcé contre ceux qui ont attaqué le roi ou qui ont conspiré pour le renverser et usurper son trône. Un successeur de roi assassiné serait déshonoré s'il ne punissait pas les régicides.
L'assemblée confirme la possession permanente des biens donnés à l'Église et prévoit des sanctions pour simonie.
Certaines mesures, prises contre les juifs, comme l'expulsion des Juifs du royaume, semblent plaire au Pape qui les a demandées par lettre.